# Phare d'Harrinniemi
Le phare de Harrinniemi (en finnois : Harrbådan loisto) est un ancien phare situé  sur la péninsule à l'entrée du port de Kokkola sur le golfe de Botnie, en Ostrobotnie centrale (Finlande).

## Description
Le phare , construit en 1953, est une tour cylindrique non peinte de 28 mètres de haut, avec une galerie-terrasse où est érigée une tourelle métallique à claire-voie soutenant l'ancienne lumière. Désactivé dans les années 1980, il sert désormais de balise de jour. La tour est fermée et ne se visite pas.

### Lien connexe
- Liste des phares de Finlande